# Комплексная мощь государства
Комплексная мощь государства (КМГ) (кит. 综合国力; pinyin: zōnghé guólì) — это мера общей мощи национального государства. Это предполагаемая мера, важная в современной политической мысли Китайской Народной Республики с 1980-х годов и впервые введенная в официальные документы в 1992 году.
КМГ можно рассчитать численно, комбинируя различные количественные индексы, чтобы создать единое число, используемое для измерения мощи национального государства. Эти индексы учитывают военные, политические, экономические и культурные факторы.

## Описание
На основе представлений и формул для оценки национального могущества Ф. Клиффорда Джермана, Дж. Дэвида Сингера, Стюарта Бремера, Джона Стаки, Органски, Яцека Куглера и Рэя Клайна. В её основе лежат такие концепции, как сверхдержава и региональная держава, а также мягкая сила, жесткая сила и умная сила.
В определении КМГ от 1995 года она описывается как «совокупность экономической, военной и политической мощи страны в определенный период. Она сигнализирует об уровне всестороннего развития страны и ее положении в международной системе».
Существует ряд методов расчета КМГ, разработанных Китайской академией общественных наук, Китайской военной академией, Китайским институтом современных международных отношений и независимыми китайскими учеными.

## Национальные стратегические ресурсы
Майкл Портер перечисляет пять основных ресурсов: физические, человеческие, инфраструктурные, знания и капитальные. Соответственно, национальные стратегические ресурсы разделены на восемь категорий с 23 индикаторами. Эти категории составляют КМГ:
- Экономические ресурсы
- Природные ресурсы
- Капитальные ресурсы
- Знания и технологические ресурсы
- Государственные ресурсы
- Военные ресурсы
- Международные ресурсы
- Культурные ресурсы

## Адаптации
Довольно упрощенный и эффективный индекс был разработан Чин-Лунг Чангом. Он использует критическую массу, экономический потенциал и военный потенциал. Благодаря своим индикаторам, его часто можно повторить и легко определить, что делает его сопоставимым с Индексом человеческого развития по пониманию и надежности.